# Lisa Altenburg
Lisa Altenburg (* 23. September 1989 in Mönchengladbach als Lisa Hahn) ist eine deutsche Hockeyspielerin und Nationalspielerin.

## Karriere
Altenburg war 2003 erstmals in Jugendmannschaften für den Deutschen Hockey-Bund aktiv. 2007 belegte sie mit der deutschen Mannschaft den dritten Platz bei der U18-Europameisterschaft, 2008 siegte sie bei der U21-Europameisterschaft. Am 3. Oktober 2008 debütierte die Stürmerin in der deutschen Hockeynationalmannschaft. 2011 gewann sie mit der Nationalmannschaft den Titel bei der Hallenhockey-Weltmeisterschaft, bei der Champions Trophy 2012 belegte die deutsche Mannschaft den vierten Platz. Bei den Olympischen Spielen 2012 in London erzielte sie als Stürmerin drei Feldtore und belegte damit Rang sieben der Torschützenliste. Sie gehörte zur deutschen Nationalmannschaft, die bei den Olympischen Spielen 2016 eine Bronzemedaille gewann. Für diesen Erfolg wurde sie gemeinsam mit ihrer Mannschaft am 1. November 2016 mit dem Silbernen Lorbeerblatt geehrt.
2018 gewann Lisa Altenburg mit der deutschen Mannschaft den Titel bei der Hallenhockey-Weltmeisterschaft 2018 in Berlin. Sie erreichte bei der Europameisterschaft 2021 in Amsterdam den zweiten Platz hinter den Niederländerinnen. Bei den Olympischen Spielen in Tokio belegte die deutsche Mannschaft den zweiten Platz in der Vorrunde. Im Viertelfinale schieden die Deutschen mit 0:3 gegen die Argentinierinnen aus.
Lisa Altenburg hat 162 Länderspiele absolviert, davon 20 in der Halle (Stand 13. Juni 2024).
Lisa Altenburg begann ihre Vereinskarriere beim Gladbacher HTC und wechselte später zu Schwarz-Weiß Neuss. Anfang 2009 zog es sie zum Uhlenhorster HC, mit dem sie 2009 und 2011 sowie 2015 bis 2017 jeweils dreimal hintereinander Deutsche Meisterin wurde. Seit 2017 spielt Altenburg beim Club an der Alster, mit dem sie Anfang 2018 Deutsche Hallenmeisterin wurde.

## Privates
Lisa Altenburg war Studentin der Ernährungswissenschaften. Sie ist seit 2013 mit dem Trainer der Hockeynationalmannschaft der Damen, Valentin Altenburg, verheiratet. Das Ehepaar hat eine gemeinsame Tochter und einen Sohn. Sie ist die Nichte von Birgit Hahn, die 1984 eine olympische Silbermedaille im Feldhockey gewann.